# Augustin-Emmanuel Philippot
Augustin-Emmanuel Philippot (* 11. Juni 1716 in Paris; † 21. Januar 1794 in Laval, Département Mayenne) war ein französischer Priester, der während der Französischen Revolution zum Tode verurteilt und mit der Guillotine enthauptet wurde. Er wird in der römisch-katholischen Kirche als Seliger verehrt.

## Leben
Er war der Sohn von Jean-Emmanuel Philippot und dessen Ehefrau Geneviève Lamarre. Augustin-Emmanuel Philippot empfing die Priesterweihe für die Diözese Mans und war Pfarrer in Bazouge-des-Alleux bei Laval, was er bis zur Revolution blieb. Er wurde mit dreizehn weiteren Priestern am 21. Januar 1794 in Laval hingerichtet.
Vierzehn Priester, die aufgrund ihres Alters oder anderer gesundheitlicher Einschränkungen im Franziskanerkloster in Laval verblieben waren, wurden am Morgen des 21. Januar 1794 vor das revolutionäre Militärtribunal des Département Mayenne geführt oder gebracht und dort zum Tod verurteilt. Noch am selben Tage wurden sie unter Anteilnahme eines großen Publikums mit der Guillotine auf dem Place du Blé (dem heutigen Place de la Trémoille) enthauptet. Anschließend wurden ihre Leichen auf einer Wiese am Croix Bataille außerhalb der Stadt verscharrt. Die Wahl des Datums 21. Januar war kein Zufall, vielmehr stand dahinter die Absicht, den Jahrestag des Todes von Ludwig XVI. zu „feiern“.

## Nachwirkung
Die sterblichen Überreste der vierzehn Priester wurden am 9. August 1816 exhumiert und in die Kirche Notre-Dame im Stadtteil Avesnières von Laval überführt. Am 19. Juni 1955 sprach Papst Pius XII. die vierzehn Märtyrer von Laval selig.